# Christelijke bejaarden omroep
Christelijke Bejaarden Omroep, ook wel CBO genoemd, is een omroeporganisatie voor ouderen met een christelijk karakter uit Genemuiden. De CBO werd opgericht op 8 oktober 1977 als kerktelefoonomroep met als doel eenzaamheid bij ouderen en zieken te verlichten.
In 1993 werd door de CBO de Lokale omroep Genemuiden opgericht. Dit had als doel zo meer luisteraars te bereiken. Anno 2010 is de CBO een begrip in de Kop van Overijssel.